# Resolución 1531 del Consejo de Seguridad de las Naciones Unidas
La resolución 1531 del Consejo de Seguridad de las Naciones Unidas, adoptada por unanimidad el 12 de marzo de 2004, tras reafirmar todas las resoluciones sobre la situación entre Eritrea y Etiopía, en particular la Resolución 1507 (2003), prorrogó el mandato de la Misión de las Naciones Unidas en Etiopía y Eritrea (MINUEE) hasta el 15 de septiembre de 2004. 

## Resolución
El Consejo de Seguridad reafirmó su apoyo al proceso de paz entre ambos países y al papel desempeñado por la MINUEE para facilitar la aplicación del Acuerdo de Argel y la decisión de la Comisión de Límites sobre la frontera mutua. Expresó su preocupación por el estancamiento en el proceso de paz causado por los retrasos en la demarcación de la frontera mutua. Existía la preocupación de que la comisión no pudiera llevar a cabo su labor y de la falta de cooperación de Etiopía y Eritrea con las Naciones Unidas a este respecto. 
La resolución prorrogó el mandato de la MINUEE al nivel actual de tropas de 4.200, de conformidad con la Resolución 1320 (2000). Se instó a ambas partes a cumplir sus compromisos en virtud del Acuerdo de Argel y a cooperar con la Comisión de Límites para que ésta pueda cumplir su mandato. Se instó además a las partes a cooperar con la MINUEE, proteger al personal de las Naciones Unidas y establecer un corredor aéreo entre las capitales de Addis Abeba y Asmara para facilitar la labor de la operación y reducir los costos adicionales para las Naciones Unidas.
El Consejo reafirmó la importancia del diálogo entre ambos países y la normalización de sus relaciones diplomáticas, y señaló que se supervisarán los avances logrados. El Secretario General Kofi Annan examinará constantemente la eficacia de la MINUEE y considerará posibles medidas de racionalización.